# 觉尔察氏
觉尔察氏（穆麟德轉寫：Giorca hala）为满族姓氏，《库雅喇氏源流考》将其列为满族八大姓之一，源自地名觉尔察城，今新宾满族自治县永陵镇苏子河南岸有其城址，世居于瑚济寨、长白山、觉尔察等地。根据《永陵觉尔察氏谱书》记载，觉尔察氏为清景祖五子塔察篇古后裔，本属清代远支皇族觉罗，因其祖上与清太祖努尔哈赤因逃奴发生争执而被罢黜，随后移居觉尔察城，以地为氏。清朝时期，觉尔察氏成为觉罗的另册，入宗人府蓝档，被认为是“亚皇族”。有学者认为，正是因为以上原因《八旗满洲氏族通谱》才未收录觉尔察氏，而觉尔察氏出身的达海也因与爱新觉罗氏同宗而系紫带，女性后裔不参加选秀。也有学者表示，塔察篇古实为瓦尔喀部索尔火之子，其族被六贝勒消灭殆尽，塔察篇古本人被俘后由清景祖收为养子。后金开国五大臣之一的安费扬古、满洲圣人达海均出自觉尔察氏。民国以后，各支系分别以赵、肇、孙、常、西、陈等为汉姓。

## 清代主要世家
完布禄世居瑚济寨，早年跟随清太祖努尔哈赤左右。有章甲、尼麻喇之人想劝诱其反叛，又劫其孙以要挟，但完布禄终无二志。安费扬古少年时期即跟随努尔哈赤，八旗创制后，隶满洲镶蓝旗。安费扬古从征尼堪外兰、兆佳城、马尔墩寨、哲陈、完颜、章甲、尼麻喇、赫彻穆、香潭寨等地，均立有战功。在富尔佳齐之役，哈达三骑兵突至努尔哈赤面前，致其险些坠马，此时安费扬古赶至，尽斩三骑，将努尔哈赤解救，因此役获赐硕翁科罗巴图鲁勇号。古勒山之战后，安费扬古先与额亦都、噶盖征讨讷殷路，斩路长搜稳、塞克什，又随努尔哈赤攻灭哈达、乌拉、叶赫，从征萨哈连、抚顺、萨尔浒、沈阳、辽阳，位列开国五大臣。安费扬古之子达尔岱授一等轻车都尉世职。康熙年间，清圣祖追念安费扬古旧功，别授三等轻车都尉世职，由安费扬古之孙明岱承袭。安费扬古次子阿尔岱之子都尔德、三子硕尔辉之孙逊塔皆因战功于顺治年间授世职。
正黄旗希尔根、正白旗辛泰、锡尔杨、镶红旗牛钮等世居长白山。希尔根早年归附努尔哈赤，任内大臣；辛泰官至护军统领，以战功授三等轻车都尉世职；锡尔杨之孙珍泰官至齐齐哈尔将军；牛钮官至副都统。
达海世居觉尔察，早年归附努尔哈赤，通汉文，早期与明、蒙古、朝鲜等相关信件皆出自其手，后随清太宗皇太极入塞，达海用汉语安抚明朝降人，天聪五年（1631年），赐号巴克什。此后，达海在噶盖、额尔德尼所创满文的基础上对满文加以完善，又在翻译汉文典籍方面著有劳绩，授轻车都尉，为文臣受世职之始，康熙年间追谥文成，有满洲圣人之称。达海长子雅秦因锦州、入关诸战役有功，晋为二等男，后改为一等轻车都尉兼一云骑尉世职；三子喇扪从征三藩之乱于衡州阵亡，赠云骑尉世职。